# 迈尔斯堡海滩 (佛罗里达州)
迈尔斯堡海滩（英語：Fort Myers Beach），是美国佛罗里达州李縣下属的一座城镇。建立于1995年。面积约为15.9平方公里（约合6.2平方英里）。根据2010年美国人口普查，该市有人口6,277人，在本州排行第193。